# Taryana
Koordinaten: 31° 19′ 0″ N, 48° 46′ 0″ O
Taryana oder Tareiana war eine achämenidische Stadt in Chuzestan im Südwesten Irans  im heutigen Ahvaz. Sie lag an der Kreuzung des alten Flusses Ulai (oder Eulaeus), dem heutigen Karche, und der Königsstraße, die von Susa nach Persepolis führte.
Die Stadt wechselte später mehrmals ihren Namen. Ardaschir I., der Gründer des Sassanidenreichs, baute Taryana wieder auf und änderte den Namen in Hormoz-Ardašīr, das zu Dārāvāšīr zusammengezogen wurde. Verschiedene spätere Quellen benennen eine Stadt Hūǰestān-vāčār, den Markt von Chuzestan, und Hormošīr, in den Quellen als der Sitz des Statthalters und der Adligen wiedergegeben. Nach der Eroberung durch die Araber wurde die vormalige Stadt mit Sūq al-Ahwāz bezeichnet. Man vermutet, dass die verschiedenen Erklärungen in den Quellen Versuche sind, den populären Namen Hormošīr umzuformen.